# Breuilh
Breuilh är en kommun i departementet Dordogne i regionen Nouvelle-Aquitaine i sydvästra Frankrike. Kommunen ligger i kantonen Vergt som tillhör arrondissementet Périgueux. År 2018 hade Breuilh 268 invånare.

## Befolkningsutveckling
Antalet invånare i kommunen Breuilh
Referens:INSEE